# Jaume Alomar
Jaume Alomar Florit, né le 24 décembre 1937 à Sineu et mort le 6 août 2024 à Petra, est un coureur cycliste espagnol. Professionnel de 1959 à 1968, il a notamment remporté une étape du Tour d'Italie 1963. Son frère Francisco a également été coureur professionnel.

## Palmarès
- 1958
  - Paris-Ézy
- 1959
  - Une étape du Tour du Maroc
  - Circuit de l'Aber
- 1961
  - Tour de l'Oise
    - Classement général
    - 3e étape

  - 7e étape du Tour de Catalogne
- 1962
  - 3e du Circuit d'Auvergne
- 1963
  - 3e et 4e étapes du Tour d'Andalousie
  - 4e étape du Tour du Levant
  - 3e étape du Tour d'Italie
  - 8e étape du Tour de Catalogne
  - Coppa Agostoni
- 1964
  - Trofeo Masferrer
  - 2e du Tour du Piémont
- 1965
  - 1re étape du Tour du Levant
  - 1re étape de la Semaine catalane
  - Barcelone-Andorre
  - 1re étape du Tour de Majorque
  - 2e du Tour de Majorque
- 1966
  - GP Muñecas Famosa
  - 2e du GP Zumaia
  - 2e des Trois Jours de Leganés
  - 3e du Tour de Majorque
- 1967
  - 3e étape du Tour de Majorque
  - 4e étape du Tour de Romandie
  - Trofeo Masferrer
  - 2e de la Semaine catalane
  - 2e du Tour de Majorque
  - 3e du GP Munecas Famosa
  - 3e du Trofeo Jaumendreu
- 1968
  - 3e étape du Tour des vallées minières
  - 2e du GP Munecas Famosa
  - 2e du GP Pascuas
  - 3e des Trois Jours de Leganés

## Résultats sur les grands tours

### Tour de France
3 participations
- 1961 : hors délais (2e étape)
- 1962 : abandon (19e étape)
- 1967 : abandon (12e étape)

### Tour d'Italie
2 participations
- 1963 : 15e, vainqueur de la 3e étape
- 1964 : abandon

### Tour d'Espagne
3 participations
- 1963 : 33e
- 1965 : 24e
- 1966 : abandon (13e étape)